# Barbatula
Barbatula es un género de peces de la familia de los Balitoridae en el orden de los Cypriniformes.

## Especies
Las especies de este géneros son:
- Barbatula altayensis S. Q. Zhu, 1992
- Barbatula barbatula (Linnaeus, 1758)
- Barbatula bergamensis
- Barbatula compressirostris (Gundrizer, 1973)
- Barbatula dgebuadzei (Prokófiev, 2003)
- Barbatula farsica
- Barbatula gibba
- Barbatula golubtsovi (Prokófiev, 2003)
- Barbatula nuda (Bleeker, 1864)
- Barbatula potaninorum (Prokófiev, 2007)
- Barbatula quignardi (Băcescu-Meşter, 1967)
- Barbatula sawadai (Prokófiev, 2007)
- Barbatula sturanyi (Steindachner, 1892)
- Barbatula toni (Dybowski, 1869)
- Barbatula zetensis (Šorić, 2000)